# Полукустарничек

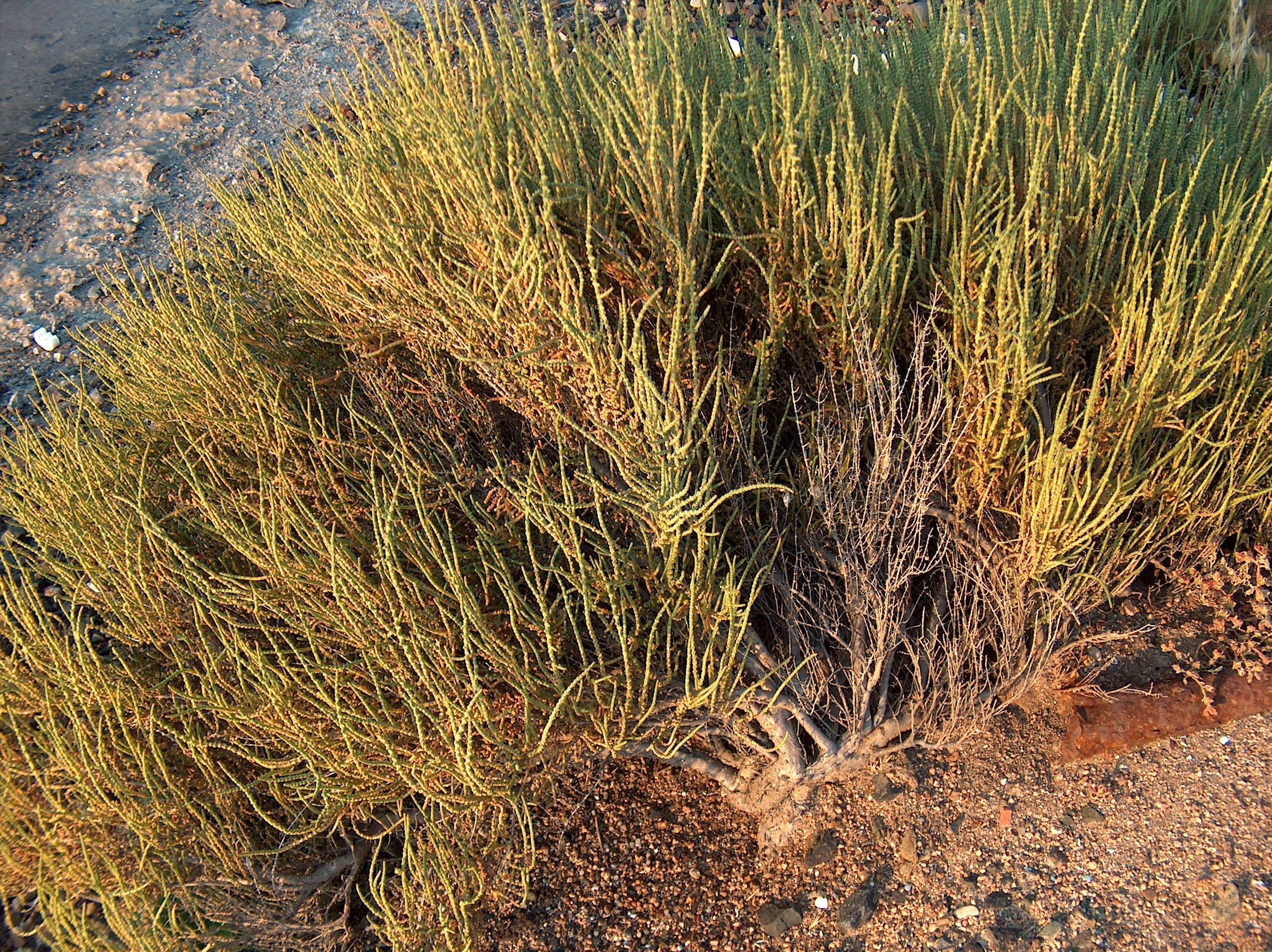
Сарсазан — типичный полукустарничек.

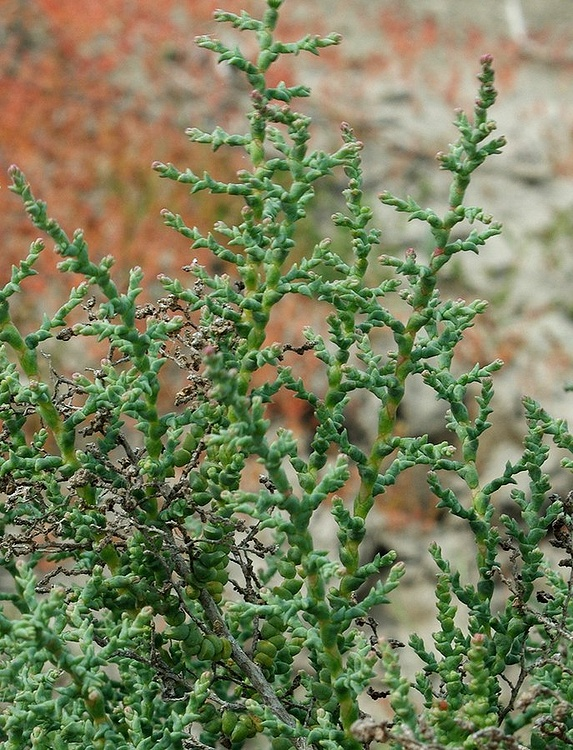
Поташник олиственный, как и его ближайший родственник — сарсазан, принадлежит семейству маревые.

Полукуста́рничек (лат. Suffrutículus) — одна из жизненных форм (биоморфа) растений. В системе классификации жизненных форм растений Раункиера, полукустарнички относятся к одному из четырёх подтипов типа Хамефиты.
Часто полукустарничками именуют низкорослые полукустарники и даже путают с кустарничками, — двумя другими жизненными формами, что, конечно, не верно. Различия между полукустарничками и полукустарниками не в высоте растения, а в расположении почек, из которых ежегодно формируются однолетние побеги а также, в масштабах одревеснения многолетней части. Различия между полукустарничками и кустарничками очевидны, так как последние, являются чисто древесными растениями, у которых, ежегодно отмирают только листья и генеративные органы.

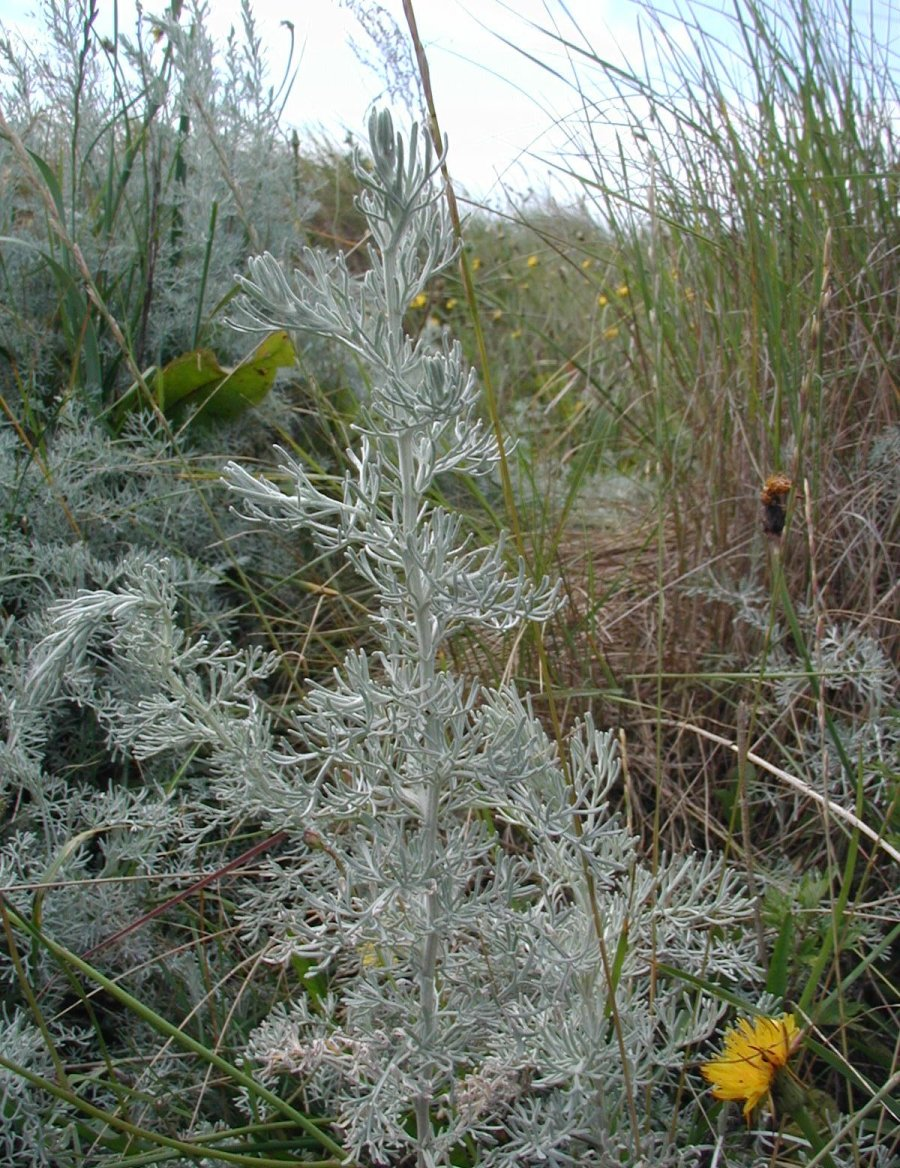
Полынь морская — пример примитивных полукустарничков.

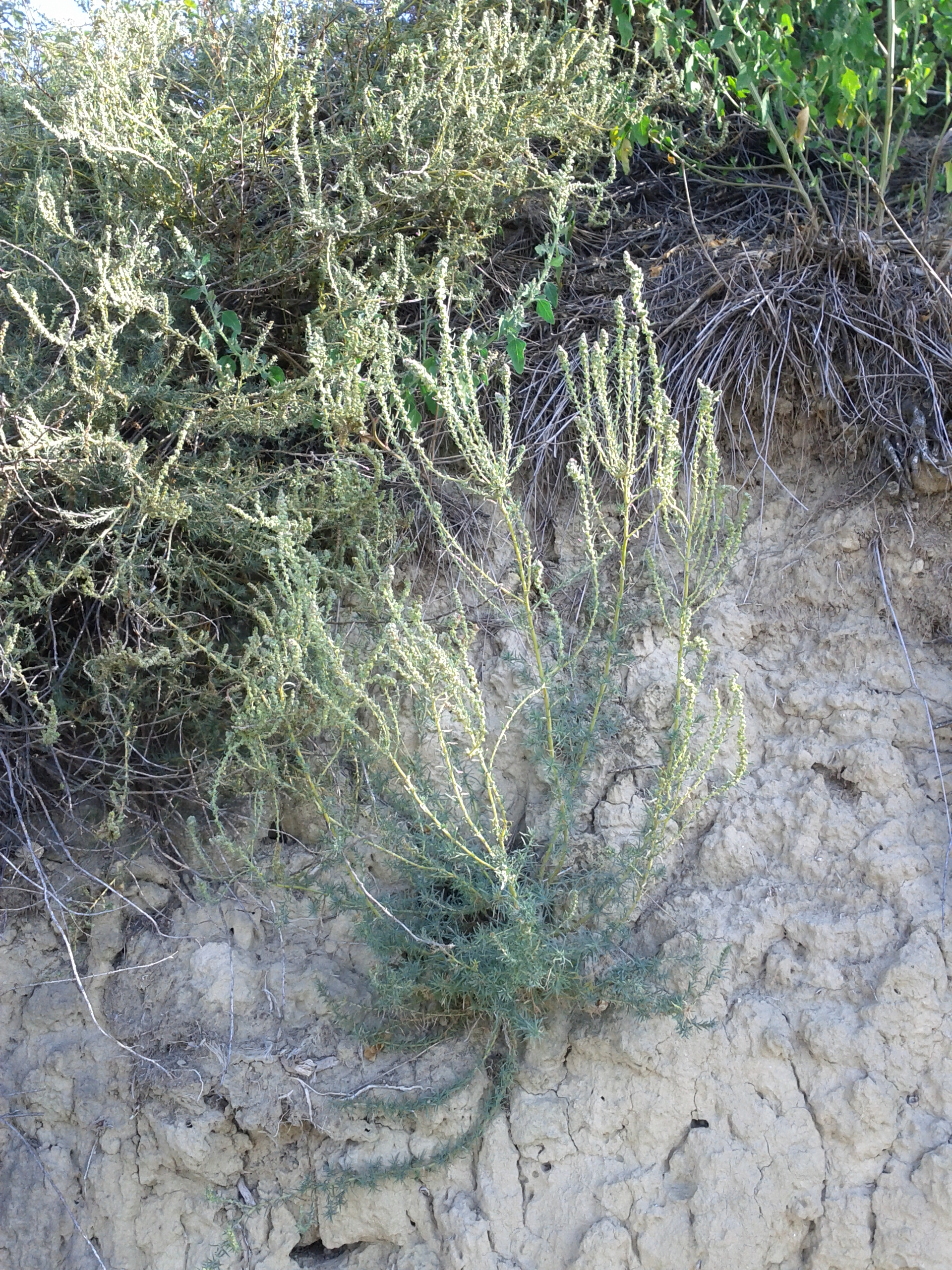
Прутняк простёртый — образец полукустарничка не способного к партикуляции.

## Описание
Многолетние полудревесные растения, с одревеснивающими основаниями генеративных стеблей, которые представлены только нижними междоузлиями, сохраняющимися в течение ряда лет на поверхности почвы (или на незначительном от неё расстоянии). Каждый год из расположенных на них почках возникают однолетние побеги, часть из которых одревесневает, тем самым формируя скелетную структуру кроны. При этом генеративные побеги — травянистые и полностью отмирают в конце срока вегетации.
Существует группа примитивных полукустарничков (например, некоторые кермеки (Limonium spp.) и целая группа полыней подрода Seriphidium), которые несут ряд признаков, присущих многолетним травянистым растениям и являются как бы переходным звеном между ними и истинными полукустарничками.
Размножаются полукустарнички большей частью семенами, но, некоторым из них, свойственна партикуляция, встречающаяся, например, у сарсазана (Halocnemum strobilaceum), поташника (Kalidium spp.), кокпека (Atriplex cana) и некоторых других. Другие, такие как изен (Kochia prostrata = Bassia prostrata), совершенно не способны к партикуляции, и их размножение исключительно генеративное (семенное).
Представители этой экобиоморфы встречаются в различных семействах цветковых. Очень многочисленны они в семействах маревые, свинчатковые, яснотковые, астровые, парнолистниковые, франкениевые и целого ряда других.
Продолжительность жизни большинства полукустарничков, обычно, в пределах 7—20 лет.

## Распространение
Полукустарнички, в своём большинстве, наиболее характерны для аридных экосистем — сухих степей, полупустынь и пустынь, как равнинных, так и горных. Наибольшее их число встречается в тёпло-умеренных широтах, на юге ограниченно, — доходя только до субтропического пояса. Произрастают на всех континентах (кроме Антарктиды). В частности, полукустарнички (главным образом из семейств маревые и астровые) составляют ядро флористического разнообразия ирано-туранских и отчасти северо-африканских пустынь и полупустынь, формируя их характерный облик. Большинство из них являются ландшафтными растениями этих территорий.